# Chlorobium phaeovibrioides
Il Chlorobium phaeovibrioides (Pfennig, 1968) è un batterio Gram-negativo appartenente alla famiglia dei Chlorobiaceae. Appartiene ai cosiddetti batteri verdi dello zolfo.

## Etimologia
Il termine phaeovibrioides deriva dal greco phaios che significa "scuro" o "marrone" e dal latino vibro che significa "muovere in modo tremolante", "oscillare" o "vibrare".

## Biologia
Si tratta di un batterio fotosintetico anaerobio obbligato, a forma di bastoncino ricurvo (a virgola) le cui dimensioni variano 0,5 - 0,7 μm di larghezza e i 1 - 2 μm di lunghezza. In specifiche condizioni forma colonie a spirale. È privo di vescicole gassose. Risulta fisiologicamente simile a C. limicola.
Le singole cellule hanno un colore giallo-marrone chiaro, mentre le sospensioni risultano di colore giallastro o bruno rossiccio fino al color cioccolato.
I principali pigmenti fotosintetici sono la batterioclorofilla e l'isorenieratene. La crescita fotoautrofica si verifica in presenza di solfuri e zolfo, mentre in presenza di solfuri e bicarbonato, vengono fotoassimilati l'acetato e il propionato.
Non utilizza il tiosolfato, mentre utilizza i sali d'ammonio come fonte di azoto. Richiede la vitamina B12 per crescere a pH compresi tra 6,5 e 7,3, mentre la temperatura ottimale di crescita si aggira tra i 20° e i 30°C. La frazione molare di guanina + citosina nel DNA di questo batterio è pari a 53,0. È in grado di fotoassimilare fino a 60 mg C/ m3d.

## Tassonomia
Se ne conoscono fondamentalmente due stipiti batterici: il ceppo 2631 e il ceppo DSMZ 269.

## Distribuzione e habitat
È tipico dei terreni fangosi e delle acque stagnanti (prevalentemente saline) contenenti acido solfidrico ed esposte alla luce. Inoltre, lo si trova anche nelle acque profonde dei laghi meromissi.